# Artavaside I d'Armenia
Artavaside I d'Armenia (chiamato anche Artavazde, in armeno Արտավազդ Առաջին?; regno 160 a.C.-115 a.C.; fl. II secolo a.C.) era il figlio di Artaxias I e della Regina Satenik.
Artavaside respinse numerosi tentativi dei Parti di invadere l'Armenia, ma fu sconfitto da Mitridate, che si annetté la parte orientale dell'Armenia e prese come ostaggio suo figlio, il futuro Tigrane il Grande. Secondo Mosè di Corene Artavaside non ebbe figli e quindi Tigrane II sarebbe stato il figlio del fratello di Artavaside, Tigrane I.
Secondo il professor Cyril Toumanoff, Artavaside I può essere identificato come quel re armeno che, stando a quanto scritto sulle "Cronache georgiane" del Medioevo, entrò nel regno degli Iberi su richiesta della nobiltà locale, ponendo suo figlio Artaxias sul trono di quel regno, inaugurando la dinastia artasside iberica.